# Comuna de Gowarczów
Gowarczów (polaco: Gmina Gowarczów) é uma gminy (comuna) na Polónia, na voivodia de Santa Cruz e no condado de Konecki. A sede do condado é a cidade de Gowarczów.
De acordo com os censos de 2004, a comuna tem 4976 habitantes, com uma densidade 48,8 hab/km².

## Área
Estende-se por uma área de 101,98 km², incluindo:
- área agricola: 53%
- área florestal: 38%

## Demografia
Dados de 30 de Junho 2004:
|                      | Total   | Total | Mulheres | Mulheres | Homens  | Homens |
| -------------------- | ------- | ----- | -------- | -------- | ------- | ------ |
|                      | pessoas | %     | pessoas  | %        | pessoas | %      |
| População            | 4976    | 100   | 2473     | 49,7     | 2503    | 50,3   |
| Densidade (pop./km²) | 48,8    | 100   | 24,2     | 24,2     | 24,5    | 24,5   |

De acordo com dados de 2005, o rendimento médio per capita ascendia a 1623,76 zł.

## Comunas vizinhas
- Białaczów, Gielniów, Końskie, Opoczno, Przysucha